# Гленмур (Охајо)
Гленмур (енгл. Glenmoor) насељено је место без административног статуса у америчкој савезној држави Охајо.

## Демографија
По попису из 2010. године број становника је 1.987, што је 205 (-9,4%) становника мање него 2000. године.
| Група             | 2000.         | 2010.         |
| Белци             | 2.126 (97,0%) | 1.930 (97,1%) |
| Афроамериканци    | 26 (1,2%)     | 24 (1,2%)     |
| Азијати           | 3 (0,1%)      | 0 (0,0%)      |
| Хиспаноамериканци | 16 (0,7%)     | 8 (0,4%)      |
| Укупно            | 2.192         | 1.987         |